# Börje von Gardemein
Börje von Gardemein, tidigare Gardemein, född 10 december 1700 i Jämtland, död 25 mars 1758, var en svensk militär.
Finns ett porträtt av honom i Ulrika kyrka.

## Biografi
Börje von Gardemein föddes 1700 i Jämtland. Han var son till ryttmästaren Frans Jakob von Gardemein och Catharina Skeckta. von Gardemein blev i augusti 1716 konstapel vid artilleriet, 2 december 1717 sergeant vid Upplands ståndsdragonregemente, 31 december 1717 fältväbel och 26 juni 1718 kornett. Han blev 4 oktober 1722 kornett vid Jämtlands kavallerikompani och i oktober 1722 kornett vid Östgöta kavalleriregemente. von Gardemein blev 20 juni 1737 löjtnant, 10 september 1746 regementskvartermästare och 17 november 1748 ryttmästare, med avsked 26 juni 1750. Han avled 1758. Arvingarna till von Gardemein ägde Kvissberg i Vinnerstads socken.

### Familj
von Gardemein gifte sig 27 december 1721 med Gustaviana Hård af Segerstad (1691–1780), dotter till kaptenen Johan Hård af Segerstad och Magdalena Hård af Segerstad. De fick tillsammans barnen majoren Arvid Reinhold von Gardemein (1723–1779), Frans Johan von Gardemein (1724–1765), Magnus Filip von Gardemein (1726–1791), adjutanten Axel Christoffer von Gardemein (1727–1785), Magdalena Catharina von Gardemein (1728–1729), Gustaf von Gardemein (född 1730), Carl Erik von Gardemein (1733–1743), Otto Christian von Gardemein (född 1734) och Gustava Johanna von Gardemein (1735–1809) som var gift med löjtnanten Carl Lorentz von Wendel.